# DICE (Datenbank)
Der Name DICE ist ein Akronym aus den Anfangsbuchstaben der englischen Bezeichnung der Datenbank: Database for Institutional Comparisons in Europe.

## CESifo DICE – eine Datenbank zu institutionellen Regelungen im internationalen Vergleich
Die CESifo DICE Datenbank des ifo Institut – Leibniz-Institut für Wirtschaftsforschung an der Universität München bietet ländervergleichende Informationen zu Institutionen und Regulierungen des wirtschaftlichen Lebens in den Mitgliedsstaaten der EU und in weiteren wichtigen Industrie- und Schwellenländern.

## Angebot
Die ländervergleichenden Informationen stehen kostenfrei und ohne Anmeldung in Form von Tabellen, interaktiven Graphiken (Visual Story) und Kurzberichten zur Verfügung. Kurzberichte beschäftigen sich detaillierter mit einem bestimmten institutionellen Thema und werden im CESifo DICE Report veröffentlicht. Das Angebot richtet sich an ein internationales Publikum, alle Informationen stehen ausschließlich in englischer Sprache zur Verfügung.

## Hintergrund
Institutionen und regelnde Eingriffe des Staates sind die Spielregeln einer Gesellschaft: sie stellen Rahmenbedingungen dar, innerhalb derer die Wirtschaftssubjekte Entscheidungen treffen. Die Qualität dieser Rahmenbedingung und die von ihnen ausgehenden Anreize erklären zu einem erheblichen Teil den wirtschaftlichen Erfolg und somit den Wohlstand eines Landes.
„Das wirkliche Geschehen in der Ökonomie wird maßgeblich durch die Gesetze und Verordnungen erklärt, die den Rahmen für privatwirtschaftliche Tätigkeit und die Anreizstrukturen festlegen, die diese Tätigkeit lenken. So kann man zum Beispiel die Finanzkrise nicht verstehen, wenn man nicht weiß, was regressfreie Kredite sind, wie strukturierte Wertpapiere gebildet werden, was im Community Reinvestment Act festgelegt wurde, wie die Rechnungslegungsvorschriften des IFRS ausgestaltet sind, wie das Basel-II-System funktioniert und welche Haftungsschranken für Banken bestehen. … Vielfach gelingt ökonomische Erkenntnis erst nach dem Studium rechtlicher Wirkungsmechanismen, die sich zwar durch Worte verständlich beschreiben lassen, sich aber einer rein numerischen Analyse entziehen.“
Die zunehmende internationale Arbeitsteilung (Globalisierung), in der neben den Menschen auch Güter, Dienstleistungen und vor allem Kapital über ein Höchstmaß an Mobilität verfügen, zwingt die einzelnen Länder dazu ihre Regeln (Institutionen) zu vergleichen, um neue Erkenntnisse zu gewinnen und letztlich in diesem Wettbewerb mithalten zu können.
Die Suche nach Informationen, die diese Vergleiche ermöglichen und den Ländern internationale Benchmarks aufzeigen nach denen sie streben können, stellt  eine große Herausforderung dar. Das ifo Institut will mit der CESifo DICE Datenbank diese Informationslücke schließen. DICE bietet derzeit über 3,500 international vergleichende Einträge zu den Themenbereichen Unternehmensstrukturen (Bedingungen für Unternehmensgründungen, Regelungen für Gesellschaftsformen etc.), Wettbewerbspolitik, Regulierung der Finanzmärkte, Arbeitsmarkt und Migration, Bildung und Innovation, Energie und Umweltschutz, Sozialpolitik (u. a. Gesundheitspolitik, Familienpolitik, Renten), Öffentlicher Sektor (Beschäftigung der öffentlichen Hand, Haushalt, Steuereinnahmen, Verschuldung), sowie zu den Wertvorstellungen der Bevölkerung in den Industrieländern.